# Großer Preis von Spanien 2024
Der Große Preis von Spanien 2024 (offiziell Formula 1 Aramco Gran Premio de España 2024) fand am 23. Juni auf dem Circuit de Barcelona-Catalunya in Montmeló statt und war das zehnte Rennen der Formel-1-Weltmeisterschaft 2024.

## Bericht

### Hintergründe
Nach dem Großen Preis von Kanada führte Max Verstappen in der Fahrerwertung mit 56 Punkten vor Charles Leclerc und mit 63 Punkten vor Lando Norris. In der Konstrukteurswertung führte Red Bull Racing mit 49 Punkten vor Ferrari und mit 89 Punkten vor McLaren-Mercedes.
Beim Großen Preis von Spanien stellte Pirelli den Fahrern die härtesten Reifenmischungen C1 (weiß), C2 (gelb) und C3 (rot) zur Verfügung sowie für nasse Bedingungen Cinturato Intermediates (grün) und Cinturato Full-Wets (blau).
Der Große Preis von Spanien 2024 war das 300. Rennen, an dem Fernando Alonso und Lewis Hamilton gemeinsam teilnahmen.
Kevin Magnussen (zehn), Sergio Pérez, Logan Sargeant (jeweils acht), Lance Stroll (sieben), Alonso (sechs), Hamilton (vier), Esteban Ocon (drei), Verstappen, George Russell, Daniel Ricciardo, Yuki Tsunoda, Valtteri Bottas, Zhou Guanyu (jeweils zwei) und Carlos Sainz jr. (einer) gingen mit Strafpunkten ins Rennwochenende.
Mit Hamilton (sechsmal), Verstappen (dreimal) und Alonso (zweimal) traten drei ehemalige Sieger zu dem Grand Prix an.
Als Rennkommissare für dieses Rennwochenende fungieren Felix Holter (DEU), Mathieu Remmerie (BEL), Vitantonio Liuzzi (ITA) und David Domingo (ESP).

### Training
Im ersten freien Training war Norris mit einer Zeit von 1:14,228 Minuten Schnellster vor Verstappen und Sainz jr. Oliver Bearman übernahm im ersten Training den Haas von Nico Hülkenberg.
Im zweiten freien Training fuhr Hamilton mit 1:13,264 Minuten die Bestzeit vor Sainz jr. und Norris.
Kurz vor dem dritten freien Training brach in der Küche des Motorhomes von McLaren ein Feuer aus. Das Motorhome wurde, ebenso wie jene von Pirelli und Alpine, evakuiert. Dank schnell eingetroffener Rettungskräfte konnte der Brand rasch gelöscht werden. Fünf Personen wurden in das Streckenhospital eingeliefert, zwei davon kamen in ein örtliches Krankenhaus wegen Verdachts auf Rauchvergiftung. Entgegen erster Befürchtungen war die Ausrüstung der McLaren-Fahrer nicht betroffen, so dass sie am dritten Freien Training teilnehmen konnten.
Im dritten freien Training fuhr Sainz jr. mit 1:13,013 Minuten die Bestzeit vor Norris und Leclerc.

### Qualifying
Das Qualifying bestand aus drei Teilen mit einer Nettolaufzeit von 45 Minuten. Im ersten Qualifying-Segment (Q1) hatten die Fahrer 18 Minuten Zeit, um sich für das Rennen zu qualifizieren. Alle Fahrer, die im ersten Abschnitt eine Zeit erzielten, die maximal 107 Prozent der schnellsten Rundenzeit betrug, qualifizierten sich für das Rennen. Die besten 15 Fahrer erreichten den nächsten Qualifikationsabschnitt. Hamilton war Schnellster. Magnussen, beide Racing-Bulls- und beide Williams-Piloten schieden aus. Sargeant erhielt eine Startplatzstrafe von drei Plätzen, da er Stroll im Q1 behindert hatte. Auf seinen Startzplatz hatte diese Strafe keine Auswirkung, denn er startete bereits als Letzter.
Der zweite Abschnitt (Q2) dauerte 15 Minuten. Die schnellsten zehn Piloten qualifizierten sich für den dritten Teil des Qualifyings. Verstappen war Schnellster. Beide Aston Martin-, beide Kick-Sauber-Piloten und Hülkenberg schieden aus.
Der letzte Abschnitt (Q3) ging über eine Zeit von zwölf Minuten, in denen die ersten zehn Startpositionen vergeben wurden. Norris erzielte mit einer Rundenzeit von 1:11,383 Minuten die Bestzeit vor Verstappen und Hamilton. Norris erzielte seine zweite Pole-Position insgesamt, seine erste und auch die erste Pole-Position für McLaren seit dem Großen Preis von Russland 2021.

### Rennen
Pérez erhielt eine Startplatzstrafe von drei Plätzen, da er in Kanada mit einem erheblich beschädigten Heckflügel zurück in die Box gefahren war und damit Trümmerteile auf der Strecke verteilt hatte. Darüber hinaus musste Red Bull Racing eine Geldstrafe von 25.000 $ zahlen.
Beim Start kamen sowohl Norris, als auch Hamilton schlecht weg. Verstappen setzte sich neben Norris und wurde von diesem etwas aufs Gras gedrückt. Nutznießer des Zweikampfes war Russell, welcher vom vierten Startplatz kommend beide außen in der ersten Kurve überholen konnte und somit die Führung übernahm. Verstappen schob sich dahinter an Norris vorbei, während Hamilton die beiden Ferrari hinter sich halten konnte.
In der dritten Runde konnte Verstappen dann Russell mit DRS am Ende der Start-Ziel-Geraden überholen und sich auch gleich aus dem DRS-Fenster absetzen. In Runde fünf kam es bei einem Überholversuch von Sainz jr. gegen Leclerc zu einer Berührung der beiden Ferrari, welche allerdings ohne Folgen blieb.
In der 13. Runde wurde mitgeteilt, dass gegen Magnussen wegen eines Frühstarts ermittelt wird, in der 15. Runde erhielt er dann eine Fünf-Sekunden-Zeitstrafe für dieses Vergehen. Derweil begannen in der Spitzengruppe die Boxenstopps. Russell und Sainz jr. kamen beide in der 16. Runde, wobei Sainz jr. den Undercut gegen Hamilton versuchte. Eine Runde später folgte Hamilton, der auch tatsächlich hinter Sainz jr. auf die Strecke zurückkam. In der 18. Runde folgte dann der Führende Verstappen, Norris übernahm so die Führung vor Leclerc und Piastri, wobei alle drei noch ohne Boxenstopp waren.
Hamilton überholte Sainz jr. dann in der 19. Runde, auch bei diesen Überholmanöver kam es zu einer Berührung, allerdings konnten auch hier beide weiter fahren. Im Anschluss ermittelte die Rennleitung gegen Hamilton, da er seinen Kontrahenten von der Strecke gedrängt hatte, eine Strafe blieb aber aus.
Nachdem Piastri in der 21. Runde, Norris in der 24. Runde und Leclerc in der 25. Runde dann auch an der Box waren, führte Verstappen das Rennen wieder vor Russell an. Dahinter folgten Hamilton, Sainz jr, Norris und Gasly. Norris konnte sich dann innerhalb von elf Runden den zweiten Platz wieder erobern.
In der 37. Runde eröffneten dann wieder Russell und Sainz jr. die zweite Boxenstopp-Phase, während Norris den Rückstand zu Verstappen verkürzen konnte. Hamilton absolvierte in Runde 44 seinen zweiten Stopp, Verstappen folgte eine Runde später und reihte sich hinter Norris und Leclerc auf dem dritten Platz wieder ein.
Norris und Leclerc kamen dann in der 48. Runde zu ihrem zweiten Stopp, Verstappen übernahm wieder die Führung, während Norris knapp vor Russell wieder auf die Strecke kam.
In der 48. Runde bzw. 50. Runde erhielten Hülkenberg und Tsunoda jeweils eine Fünf-Sekunden-Zeitstrafe für zu schnelles Fahren in der Boxengasse.
Vorne konnte derweil Hamilton noch Russell überholen und sich als Dritter sein erstes Podium in dieser Saison sichern. Verstappen gewann schlussendlich mit 2,2 Sekunden Vorsprung auf Norris. Für den Niederländer war es der 61. Sieg in der Formel-1-Weltmeisterschaft. Die restlichen Punkteplatzierungen belegten Leclerc, Sainz jr., Piastri, Pérez, Gasly und Ocon.
In der Fahrerwertung blieb Verstappen in Führung, während Norris neuer Zweiter vor Leclerc war. In der Konstrukteurswertung blieben die ersten drei Positionen unverändert.

## Meldeliste
| Team                          | Nr. | Fahrer           | Chassis                           | Motor      | Reifen |
| ----------------------------- | --- | ---------------- | --------------------------------- | ---------- | ------ |
| Oracle Red Bull Racing        | 01  | Max Verstappen   | Red Bull Racing RB20              | Honda RBPT | P      |
| Oracle Red Bull Racing        | 11  | Sergio Pérez     | Red Bull Racing RB20              | Honda RBPT | P      |
| Mercedes-AMG Petronas F1 Team | 63  | George Russell   | Mercedes-AMG F1 W15 E Performance | Mercedes   | P      |
| Mercedes-AMG Petronas F1 Team | 44  | Lewis Hamilton   | Mercedes-AMG F1 W15 E Performance | Mercedes   | P      |
| Scuderia Ferrari              | 16  | Charles Leclerc  | Ferrari SF-24                     | Ferrari    | P      |
| Scuderia Ferrari              | 55  | Carlos Sainz jr. | Ferrari SF-24                     | Ferrari    | P      |
| McLaren F1 Team               | 81  | Oscar Piastri    | McLaren MCL38                     | Mercedes   | P      |
| McLaren F1 Team               | 04  | Lando Norris     | McLaren MCL38                     | Mercedes   | P      |
| Aston Martin Aramco F1 Team   | 18  | Lance Stroll     | Aston Martin AMR24                | Mercedes   | P      |
| Aston Martin Aramco F1 Team   | 14  | Fernando Alonso  | Aston Martin AMR24                | Mercedes   | P      |
| BWT Alpine F1 Team            | 31  | Esteban Ocon     | Alpine A524                       | Renault    | P      |
| BWT Alpine F1 Team            | 10  | Pierre Gasly     | Alpine A524                       | Renault    | P      |
| Williams Racing               | 23  | Alexander Albon  | Williams FW46                     | Mercedes   | P      |
| Williams Racing               | 02  | Logan Sargeant   | Williams FW46                     | Mercedes   | P      |
| Visa Cash App RB F1 Team      | 03  | Daniel Ricciardo | RB VCARB 01                       | Honda RBPT | P      |
| Visa Cash App RB F1 Team      | 22  | Yuki Tsunoda     | RB VCARB 01                       | Honda RBPT | P      |
| Stake F1 Team Kick Sauber     | 77  | Valtteri Bottas  | KICK Sauber C44                   | Ferrari    | P      |
| Stake F1 Team Kick Sauber     | 24  | Zhou Guanyu      | KICK Sauber C44                   | Ferrari    | P      |
| MoneyGram Haas F1 Team        | 20  | Kevin Magnussen  | Haas VF-24                        | Ferrari    | P      |
| MoneyGram Haas F1 Team        | 27  | Nico Hülkenberg  | Haas VF-24                        | Ferrari    | P      |
| MoneyGram Haas F1 Team        | 50  | Oliver Bearman   | Haas VF-24                        | Ferrari    | P      |

Anmerkungen
1. 1 2  Der Haas mit der Startnummer 50 wurde im ersten freien Training für Bearman eingesetzt. Hülkenberg übernahm das Fahrzeug anschließend für das restliche Rennwochenende mit seiner Startnummer 27.

## Klassifikationen

### Qualifying
| Pos.                                                                      | Fahrer           | Konstrukteur                 | Q1       | Q2       | Q3         | Start |
| ------------------------------------------------------------------------- | ---------------- | ---------------------------- | -------- | -------- | ---------- | ----- |
| 01                                                                        | Lando Norris     | McLaren-Mercedes             | 1:12,386 | 1:11,872 | 1:11,383   | 01    |
| 02                                                                        | Max Verstappen   | Red Bull Racing-Honda RBPT   | 1:12,306 | 1:11,653 | 1:11,403   | 02    |
| 03                                                                        | Lewis Hamilton   | Mercedes                     | 1:12,143 | 1:11,792 | 1:11,701   | 03    |
| 04                                                                        | George Russell   | Mercedes                     | 1:12,456 | 1:11,812 | 1:11,703   | 04    |
| 05                                                                        | Charles Leclerc  | Ferrari                      | 1:12,257 | 1:12,038 | 1:11,731   | 05    |
| 06                                                                        | Carlos Sainz jr. | Ferrari                      | 1:12,403 | 1:11,874 | 1:11,736   | 06    |
| 07                                                                        | Pierre Gasly     | Alpine-Renault               | 1:12,651 | 1:12,079 | 1:11,857   | 07    |
| 08                                                                        | Sergio Pérez     | Red Bull Racing-Honda RBPT   | 1:12,477 | 1:12,054 | 1:12,061   | 11    |
| 09                                                                        | Esteban Ocon     | Alpine-Renault               | 1:12,691 | 1:12,109 | 1:12,125   | 08    |
| 10                                                                        | Oscar Piastri    | McLaren-Mercedes             | 1:12,460 | 1:12,011 | keine Zeit | 09    |
| 11                                                                        | Fernando Alonso  | Aston Martin Aramco-Mercedes | 1:12,505 | 1:12,128 | –          | 10    |
| 12                                                                        | Valtteri Bottas  | Kick Sauber-Ferrari          | 1:12,758 | 1:12,227 | –          | 12    |
| 13                                                                        | Nico Hülkenberg  | Haas-Ferrari                 | 1:12,708 | 1:12,310 | –          | 13    |
| 14                                                                        | Lance Stroll     | Aston Martin Aramco-Mercedes | 1:12,881 | 1:12,372 | –          | 14    |
| 15                                                                        | Zhou Guanyu      | Kick Sauber-Ferrari          | 1:12,880 | 1:12,738 | –          | 15    |
| 16                                                                        | Kevin Magnussen  | Haas-Ferrari                 | 1:12,937 | –        | –          | 16    |
| 17                                                                        | Yuki Tsunoda     | RB-Honda RBPT                | 1:12,985 | –        | –          | 17    |
| 18                                                                        | Daniel Ricciardo | RB-Honda RBPT                | 1:13,075 | –        | –          | 18    |
| 19                                                                        | Alexander Albon  | Williams-Mercedes            | 1:13,153 | –        | –          | Box   |
| 20                                                                        | Logan Sargeant   | Williams-Mercedes            | 1:13,509 | –        | –          | 19    |
| 107-Prozent-Zeit: 1:17,193 min (bezogen auf Q1-Bestzeit von 1:12,360 min) |                  |                              |          |          |            |       |

Anmerkungen
1. ↑  Pérez erhielt eine Startplatzstrafe von drei Plätzen, da er beim vorherigen Großen Preis von Kanada trotz des erheblich beschädigten Heckflügels die Strecke nicht verlassen hatte.
2. ↑  Albon startete aus der Boxengasse, da an seinem Wagen unter Parc-fermé-Bedingungen Teile seiner Antriebseinheit getauscht wurden.
3. ↑  Sargeant erhielt eine Startplatzstrafe von drei Plätzen, da er Stroll im Q1 behindert hatte.

### Rennen
| Pos.                                                            | Fahrer           | Konstrukteur                 | Runden | Stopps | Zeit        | Start | Schnellste Runde |
| --------------------------------------------------------------- | ---------------- | ---------------------------- | ------ | ------ | ----------- | ----- | ---------------- |
| 01                                                              | Max Verstappen   | Red Bull Racing-Honda RBPT   | 66     | 2      | 1:28:20,227 | 02    | 1:17,776 (54.)   |
| 02                                                              | Lando Norris     | McLaren-Mercedes             | 66     | 2      | + 2,219     | 01    | 1:17,115 (51.)   |
| 03                                                              | Lewis Hamilton   | Mercedes                     | 66     | 2      | + 17,790    | 03    | 1:17,809 (46.)   |
| 04                                                              | George Russell   | Mercedes                     | 66     | 2      | + 22,320    | 04    | 1:18,290 (50.)   |
| 05                                                              | Charles Leclerc  | Ferrari                      | 66     | 2      | + 22,709    | 05    | 1:17,897 (52.)   |
| 06                                                              | Carlos Sainz jr. | Ferrari                      | 66     | 2      | + 31,028    | 06    | 1:18,539 (39.)   |
| 07                                                              | Oscar Piastri    | McLaren-Mercedes             | 66     | 2      | + 33,760    | 09    | 1:17,874 (56.)   |
| 08                                                              | Sergio Pérez     | Red Bull Racing-Honda RBPT   | 66     | 3      | + 59,524    | 11    | 1:17,785 (51.)   |
| 09                                                              | Pierre Gasly     | Alpine-Renault               | 66     | 2      | + 1:02,025  | 07    | 1:19,045 (51.)   |
| 10                                                              | Esteban Ocon     | Alpine-Renault               | 66     | 2      | + 1:11,889  | 08    | 1:18,982 (54.)   |
| 11                                                              | Nico Hülkenberg  | Haas-Ferrari                 | 66     | 2      | + 1:19,215  | 13    | 1:18,609 (49.)   |
| 12                                                              | Fernando Alonso  | Aston Martin Aramco-Mercedes | 65     | 2      | + 1 Runde   | 10    | 1:18,334 (50.)   |
| 13                                                              | Zhou Guanyu      | Kick Sauber-Ferrari          | 65     | 2      | + 1 Runde   | 15    | 1:18,771 (50.)   |
| 14                                                              | Lance Stroll     | Aston Martin Aramco-Mercedes | 65     | 2      | + 1 Runde   | 14    | 1:19,318 (50.)   |
| 15                                                              | Daniel Ricciardo | RB-Honda RBPT                | 65     | 2      | + 1 Runde   | 18    | 1:19,450 (61.)   |
| 16                                                              | Valtteri Bottas  | Kick Sauber-Ferrari          | 65     | 2      | + 1 Runde   | 12    | 1:19,608 (13.)   |
| 17                                                              | Kevin Magnussen  | Haas-Ferrari                 | 65     | 2      | + 1 Runde   | 16    | 1:19,805 (33.)   |
| 18                                                              | Alexander Albon  | Williams-Mercedes            | 65     | 2      | + 1 Runde   | Box   | 1:19,132 (45.)   |
| 19                                                              | Yuki Tsunoda     | RB-Honda RBPT                | 65     | 3      | + 1 Runde   | 17    | 1:19,447 (56.)   |
| 20                                                              | Logan Sargeant   | Williams-Mercedes            | 64     | 2      | + 2 Runden  | 19    | 1:20,172 (38.)   |
| Fahrer des Tages: Lando Norris (28,3 % der abgegebenen Stimmen) |                  |                              |        |        |             |       |                  |

Anmerkungen
1. ↑  Hülkenberg erhielt eine Fünf-Sekunden-Zeitstrafe für zu schnelles Fahren in der Boxengasse. An seiner Positionen änderte die Strafe allerdings nichts.
2. ↑  Tsunoda erhielt eine Fünf-Sekunden-Zeitstrafe für zu schnelles Fahren in der Boxengasse. An seiner Positionen änderte die Strafe allerdings nichts.

## WM-Stände nach dem Rennen
Die ersten zehn des Rennens bekamen 25, 18, 15, 12, 10, 8, 6, 4, 2 bzw. 1 Punkt(e). Zusätzlich wurde ein Punkt für die schnellste Rennrunde vergeben, wenn der betreffende Fahrer unter den ersten Zehn ins Ziel kam.

### Fahrerwertung
| Pos. | Fahrer           | Konstrukteur                 | Punkte |
| ---- | ---------------- | ---------------------------- | ------ |
| 01   | Max Verstappen   | Red Bull Racing-Honda RBPT   | 219    |
| 02   | Lando Norris     | McLaren-Mercedes             | 150    |
| 03   | Charles Leclerc  | Ferrari                      | 148    |
| 04   | Carlos Sainz jr. | Ferrari                      | 116    |
| 05   | Sergio Pérez     | Red Bull Racing-Honda RBPT   | 111    |
| 06   | Oscar Piastri    | McLaren-Mercedes             | 87     |
| 07   | George Russell   | Mercedes                     | 81     |
| 08   | Lewis Hamilton   | Mercedes                     | 70     |
| 09   | Fernando Alonso  | Aston Martin Aramco-Mercedes | 41     |
| 10   | Yuki Tsunoda     | RB-Honda RBPT                | 19     |
| 11   | Lance Stroll     | Aston Martin Aramco-Mercedes | 17     |

| Pos. | Fahrer           | Konstrukteur        | Punkte |
| ---- | ---------------- | ------------------- | ------ |
| 12   | Daniel Ricciardo | RB-Honda RBPT       | 9      |
| 13   | Oliver Bearman   | Ferrari             | 6      |
| 14   | Nico Hülkenberg  | Haas-Ferrari        | 6      |
| 15   | Pierre Gasly     | Alpine-Renault      | 5      |
| 16   | Esteban Ocon     | Alpine-Renault      | 3      |
| 17   | Alexander Albon  | Williams-Mercedes   | 2      |
| 18   | Kevin Magnussen  | Haas-Ferrari        | 1      |
| 19   | Zhou Guanyu      | Kick Sauber-Ferrari | 0      |
| 20   | Valtteri Bottas  | Kick Sauber-Ferrari | 0      |
| 21   | Logan Sargeant   | Williams-Mercedes   | 0      |

### Konstrukteurswertung
| Pos. | Konstrukteur                 | Punkte |
| ---- | ---------------------------- | ------ |
| 01   | Red Bull Racing-Honda RBPT   | 330    |
| 02   | Ferrari                      | 270    |
| 03   | McLaren-Mercedes             | 237    |
| 04   | Mercedes                     | 151    |
| 05   | Aston Martin Aramco-Mercedes | 58     |

| Pos. | Konstrukteur        | Punkte |
| ---- | ------------------- | ------ |
| 06   | RB-Honda RBPT       | 28     |
| 07   | Alpine-Renault      | 8      |
| 08   | Haas-Ferrari        | 7      |
| 09   | Williams-Mercedes   | 2      |
| 10   | Kick Sauber-Ferrari | 0      |